# Banca del Tavoliere di Puglia
La Banca del Tavoliere di Puglia era una banca del Regno delle Due Sicilie con sede a Foggia. Fu probabilmente una banca costituita con l'unico scopo di defraudare il sig. Van-Aken, un investitore di Bruxelles che intendeva investire circa due milioni di ducati nel Regno delle Due Sicilie per conto di banchieri olandesi e belgi. Come raccontato dall'economista Luca de Samuele Cagnazzi, lo scopo di "tutte" le banche del Regno delle Due Sicilie era realizzare una qualche forma di bancarotta fraudolenta con grave pregiudizio allo sviluppo economico e l'attrazione di investimenti esteri nel regno, e ciò era aggravato dallo stato di corruzione in cui versava l'amministrazione della giustiza nello stesso regno.

## Storia

### L'ideazione
L'idea sottostante al progetto era quello di istituire una banca che risollevasse la pessima situazione economica del Tavoliere delle Puglie. I contadini del Tavoliere, infatti, erano oberati dalla finanza pubblica dovendo pagare circa mezzo milione di ducati all'erario e spessissimo erano costretti a fare ricorso a "spietati usuraj". Secondo l'economista Luca de Samuele Cagnazzi, la banca nacque sulla base di un suo progetto, "esposto a voce per far prosperare quella grande estensione di terreno" (il Tavoliere delle Puglie).

### La costituzione della banca
Prima della sua costituzione, nell'ottobre 1834, il sig. Van-Aken, di Bruxelles, recatosi nel Regno delle Due Sicilie al fine di esplorare la possibilità di fare degli investimenti nel regno per conto di banchieri olandesi e belgi, chiese consigli allo scienziato ed economista Luca de Samuele Cagnazzi attraverso il Can. Masturzio. In particolare voleva sapere da Cagnazzi se conveniva investire denaro nella società anonima "Banca del Tavoliere di Puglia", dal momento che la banca era sorta su di una sua precedente idea.
Cagnazzi rispose che sarebbe un'ottima idea dal momento che "vi sarebbe stata sempre la vigilanza del Governo", ma preferiva vedere prima lo statuto della banca, per verificare che gli scopi della banca fossero rispondenti alla prosperità del Tavoliere. Lo stesso Van-Aken chiedeva che Cagnazzi svolgesse una sorta di attività di revisione sulla banca, ma Cagnazzi non poté accettare prima di visionare gli statuti previsti per quella banca.
Dopo pochi mesi Cagnazzi incontrò il marchese Luigi Dragonetti, candidato a presidente della Banca, il quale gli disse che non aveva avuto tempo di fargli visita. Cagnazzi gli disse che desiderava vedere gli statuti e poco tempo dopo Rodrigo Tortora gli portò "i Regolamenti di essa Banca", scritti dallo stesso Rodrigo insieme al padre. Nei regolamenti Cagnazzi trovò "delle cose molto arbitrarie in mano degli Amministratori e poca ingerenza e cautela per gli Azionisti esteri e nazionali" e lo fece presente a Dragonetti e al barone Giuseppe Poerio, candidato a consulente della banca. Questi dissero a Cagnazzi che ci sarebbe stato un incontro per discutere le questioni sollevate da Cagnazzi ma, nonostante tali affermazioni, Cagnazzi finì con l'essere convocato, nell'aprile del 1835, direttamente alla costituzione della Banca del Tavoliere di Puglia. Cagnazzi non rimase "disgustato" da tale modo di fare e decise di recarsi alla costituzione della banca. Lì riconobbe "molti col titolo di Azionisti che io già conosceva come notarj miserabili, onde cominciai a sospettare qualche frode a danno del Sig. Van-Aken", che metteva sul piatto un milione e mezzo di ducati per la banca.
Cagnazzi aveva già compreso che lo scopo sottinteso alla costituzione della banca era fare una bancarotta fraudolenta e beffare il maggiore azionista della banca, il sig. Van-Aken. Come lo stesso Cagnazzi racconta, "siccome da replicate esperienze ho veduto che tutte le nostre Banche sono dirette a stabilire qualche Bancarotta fraudolenta, così temei che questa potesse essere del modo stesso, sebbene né Dragonetti né Poerio sieno soggetti capaci di tale indegnità".
Durante la costituzione, Cagnazzi espresse tutti i suoi forti dubbi in merito alla reale fattibilità considerate le criticità dello statuto e l'impossibilità di realizzare i lauti guadagni con il capitale messo a disposizione. I presenti mostrarono parecchio sconcerto e il Cav. Masturzio cercò di convincere Cagnazzi che i guadagni sarebbero sopraggiunti grazie agli scambi con l'estero che la banca avrebbe promosso (così che Cagnazzi scoprì essere del tutto immaginaria); Cagnazzi decise allora di rinunciare alla funzione di censore, cioè di ispettore della banca insieme ad altre undici persone. Non poco tempo dopo, ciò che era stato pronosticato da Cagnazzi si tramutò in realtà e Luigi Dragonetti e Giuseppe Poerio si dimisero lo stesso anno 1835 dalle loro cariche all'interno della banca riconoscendo che quanto detto da Cagnazzi era rispondente al vero.

### Il fallimento
Nel giro di breve tempo la situazione finanziaria della banca peggiorò degenerando nella bancarotta fraudolenta, seguendo un percorso della stragrande maggioranza delle banche del Regno delle Due Sicilie. A ottobre dell'anno 1836, la banca risultava già "in grave disordine". In seguito alla perdita dei circa due milioni di ducati da parte dei banchieri olandesi e belgi, ne nacque una contestazione internazionale, "maneggiata con calore in ispecie dal Governo dell'Aja" il quale inviò a Napoli il barone di Heccheren per chiedere conto direttamente al governo di Napoli ma questo, sin dall'inizio, affermò che non aveva preso parte alcuna alle questioni interne della banca e che pertanto non poteva avere responsabilità. Il barone di Heccheren paventò l'utilizzo di metodi "più efficaci" da parte dei governi danneggiati se il governo di Napoli non avesse onorato le ragioni dei sudditi di Belgio e Paesi Bassi. Secondo alcune fonti, il denaro apparteneva direttamente a re Guglielmo II dei Paesi Bassi.
Per un certo periodo fu diramato, attraverso una nota affissa presso la Borsa di Napoli, una sorta di allerta ai naviganti del Regno delle Due Sicilie affinché adottassero tutte le opportune misure per fronteggiare eventuali ritorsioni da parte di belgi e olandesi (e tra queste anche la possibilità di cambiare bandiera della nave). Nonostante la pubblicità fattane, l'avvertimento non fu pubblicato sul giornale ufficiale del Regno delle Due Sicilie.
Mentre il barone di Heccheren trattava con il governo di Napoli, i governi di Belgio e Paesi Bassi avevano chiesto l'intervento del Papa per risolvere la faccenda e Papa Gregorio XVI ordinò al nunzio di Napoli di parlarne direttamente con re Ferdinando II delle Due Sicilie. Ciononostante il re rimase fermo nell'affermare che il governo non poteva in alcun modo essere considerato responsabile per un investimento in una banca in cui né il governo, né il re vi avevano preso parte. Nel 1845 gli azionisti della banca "dovettero contentarsi [...] di ritirare gli avanzi dei loro capitali, perdendo circa l'ottanta per cento" del capitale iniziale di circa due milioni di ducati.